# Adalberto Pereira dos Santos
Adalberto Pereira dos Santos (n. Taquara, Río Grande del Sur, 11 de abril de 1905-Río de Janeiro, 2 de abril de 1984) fue un militar y político brasileño.

## Carrera
Realizó sus estudios militares, graduándose en el Colegio Militar de la ciudad brasileña de Porto Alegre. Tras haber finalizado su formación militar participó en la Revolución de 1930 en Brasil, y dos años más tarde fue enviado hacia el Estado de São Paulo donde estuvo en la Revolución Constitucionalista de 1932 hasta la llegada de la Constitución brasileña de 1934.
Entre los años 1944 y 1945 fue destinado a Italia donde luchó en los combates formando parte de la Fuerza Expedicionaria Brasileña. En cuanto regresó en 1945 a Brasil, participó en la conspuracion que hizo que cayera el régimen del 14.º Presidente de Brasil, Getúlio Vargas.
Años más tarde, entre 1960 y 1962, se convirtió en el Director de la Academia Militar de Agulhas Negras. En el año 1964, fue partícipe del golpe de Estado en Brasil de 1964 celebrado la noche del día 31 de marzo, que derrocó al 24.º Presidente del país João Goulart, y Adalberto bajo el nuevo régimen se trasladó ala ciudad de Río de Janeiro, tomando el mando del 1.º Ejército del régimen, y un año más tarde en 1965 fue ascendido de rango a General del Ejército Brasileño.
En el año 1969, pasó a ser miembro del Tribunal Supremo Militar de Brasil y tiempo más tarde entró en política siendo miembro del partido Alianza Renovadora Nacional, donde logró entrar en el gobierno del país y el día 15 de marzo del año 1974 fue nombrado por el presidente Ernesto Geisel, como nuevo y 19.º Vicepresidente de Brasil, sucediendo al anterior Augusto Rademaker, hasta el día 15 de marzo de 1979 que fue el último vicepresidente militar de Brasil tras la llegada ala vicepresidencia del político Antônio Aureliano Chaves de Mendonça.